# جوناثان وليامز (لاعب كرة قدم أمريكية أمريكي)
جوناثان وليامز (بالإنجليزية: Jonathan Williams)‏ هو لاعب كرة قدم أمريكية أمريكي، ولد في 2 فبراير 1994 في دالاس في الولايات المتحدة.

## وصلات خارجية
- جوناثان وليامز (لاعب كرة قدم أمريكية أمريكي) على موقع مرجع كرة القدم المحترفة.كوم (الإنجليزية)